# Comarca Valle de La Orotava
Die Comarca Valle de La Orotava ist eine der 15 Comarcas in der Provinz Santa Cruz de Tenerife.
Die im Zentrum der Insel Teneriffa gelegene Comarca umfasst drei Gemeinden auf einer Fläche von 273,13 km².

## Gemeinden
| Gemeinde                    | Einwohner (2024) | Fläche km² | Dichte Einw./km² | Cod INE | Postleitzahl              |
| --------------------------- | ---------------- | ---------- | ---------------- | ------- | ------------------------- |
| La Orotava                  | 42.585           | 207,31     | 205              | 38026   | 38300, 38310–38313, 38315 |
| Puerto de la Cruz           | 31.377           | 8,73       | 3.594            | 38028   | 38400                     |
| Los Realejos                | 37.522           | 57,09      | 657              | 38031   | 38410, 38412–38418        |
| Comarca Valle de La Orotava |                  | 273,13     | 0                | –       | –                         |

## Nachweise
1. ↑  Instituto Nacional de Estadística Municipal Register of Spain
2. ↑  Regionen und Großregionen der Kanarischen Inseln, territoriale Abgrenzungen für statistische Zwecke